# Рейкин
Рейкин (яп. 礼金, буквально «деньги благодарности») — в культуре и экономике Японии, единовременный невозвратный платеж, уплачиваемый арендатором арендодателю при заключении договора аренды недвижимости, считающийся подарком арендодателю и не возвращающиеся после расторжения договора аренды.
Рейкин часто равен первоначальной сумме депозита «арендного залога» (яп. 敷 金, сикикин). Однако рейкин может быть эквивалентом арендной платы за шесть месяцев (или более), но, как правило, такой же как арендная плата за один-три месяца. Эти деньги считаются подарком арендодателю и не возвращаются после расторжения договора аренды.
Требование рейкин является обычным делом в большинстве договоров аренды. В Токио размер рейкин в размере арендной платы за один или два месяца является стандартной. Рейкин не выплачивается за аренду государственного жилья и за недвижимость, построенную на ссуду Корпорации жилищного финансирования.
В последние годы всё большее число арендодателей и агентств недвижимости начали предлагать аренду жилья без рейкина.
Выдвигаются различные теории относительно природы рейкин, объясняющие природу возникновения платежа. Типичными примерами являются: вознаграждение за заключение договора аренды; компенсация за неполучение арендной платы в течение периода простоя недвижимости после выезда арендатора; затраты на восстановление, связанные с естественным износом и т. д.